# Mirnser Klif

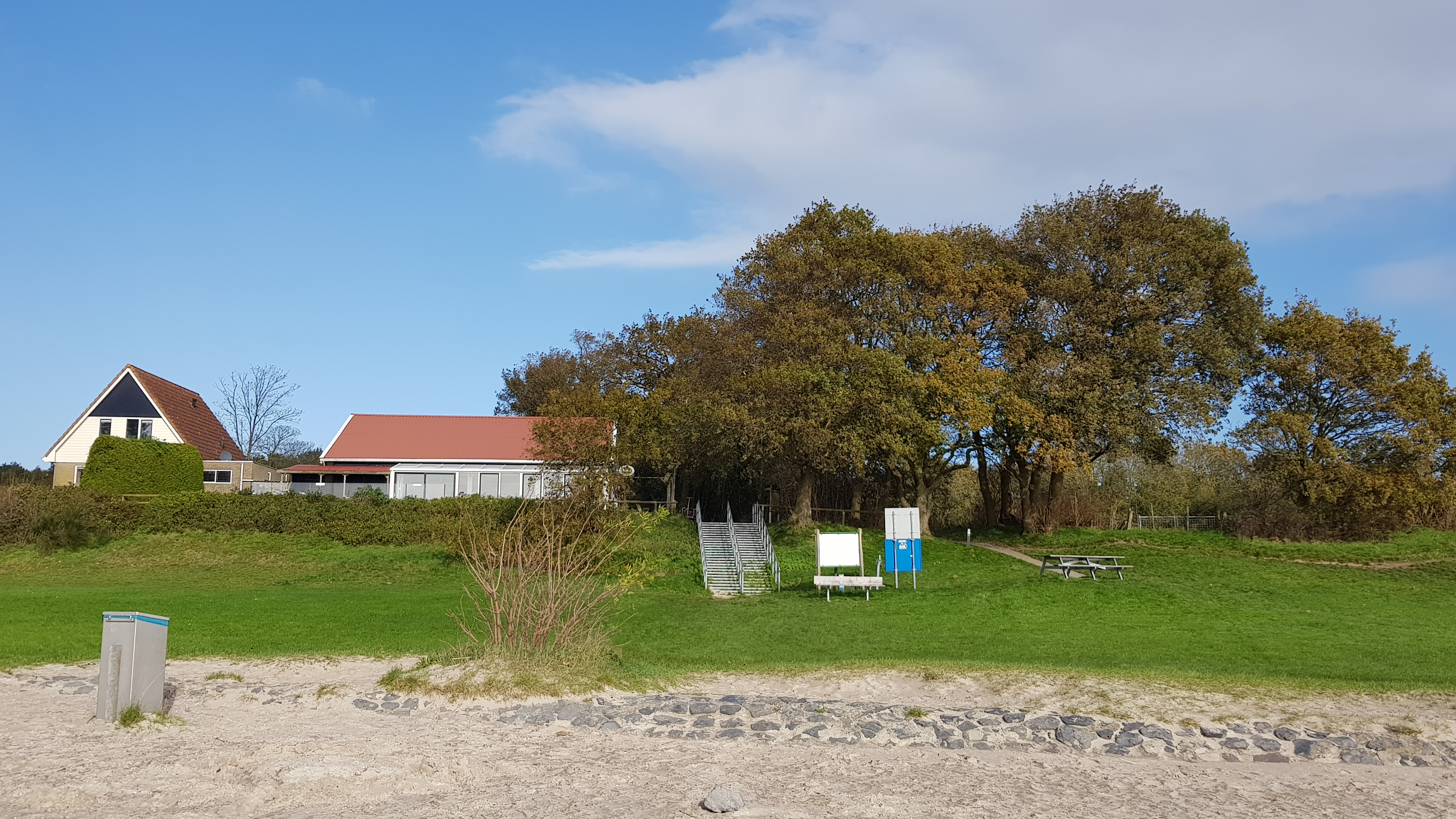
De klif met erop een restaurantje

Het Mirnser Klif (Fries: Murnser Klif) is een keileemrug in de Friese streek Gaasterland ten zuiden van de plaats Mirns (gemeente De Friese Meren). Het rif is ontstaan tijdens het Saalien door oprukkend landijs en vormde een natuurlijke zeewering tegen het water van de Zuiderzee en thans nog tegen het water van het IJsselmeer. De gemiddelde hoogte is 2,50 meter boven NAP.

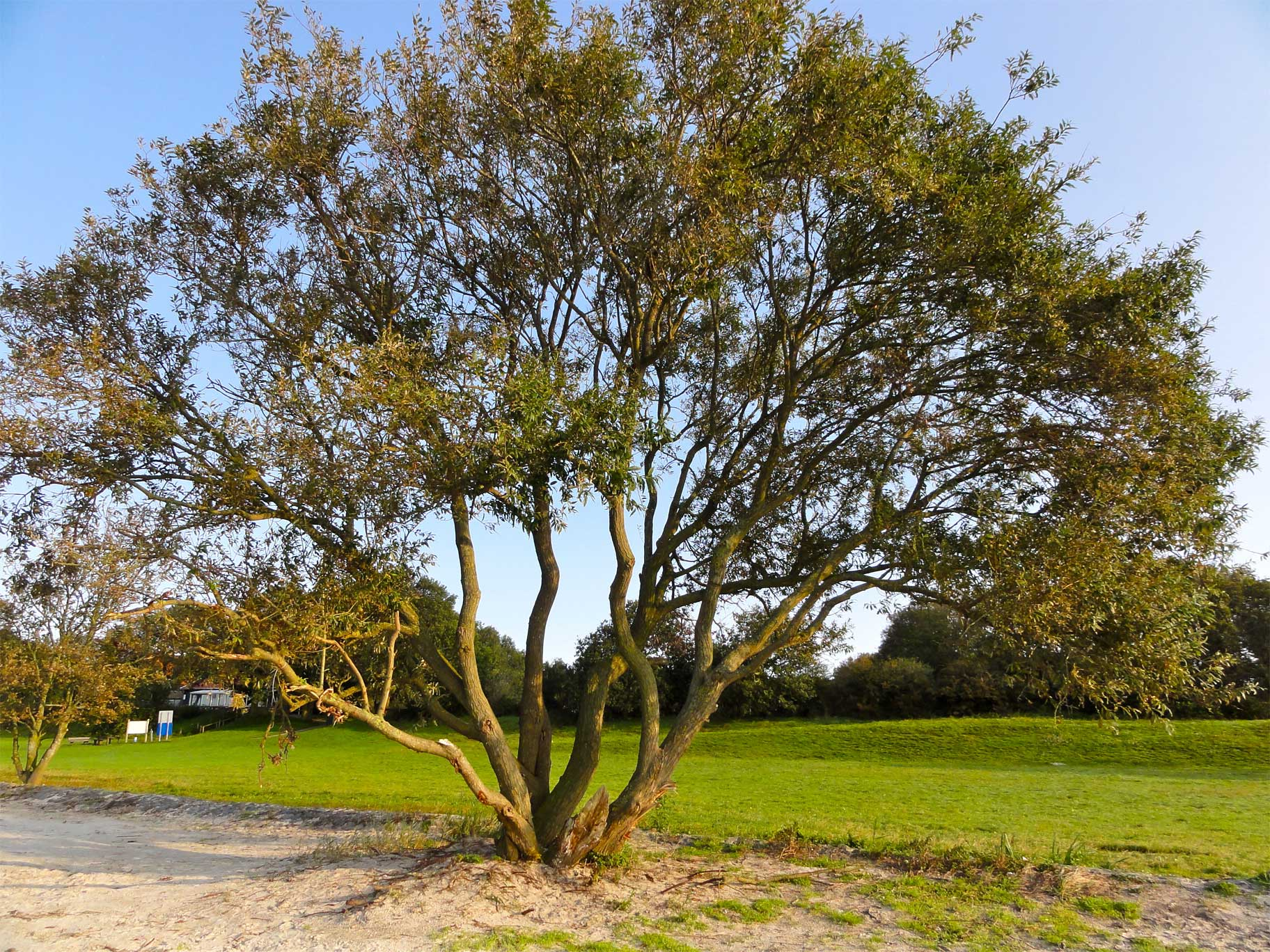
De Mirnser Klif anno 2011
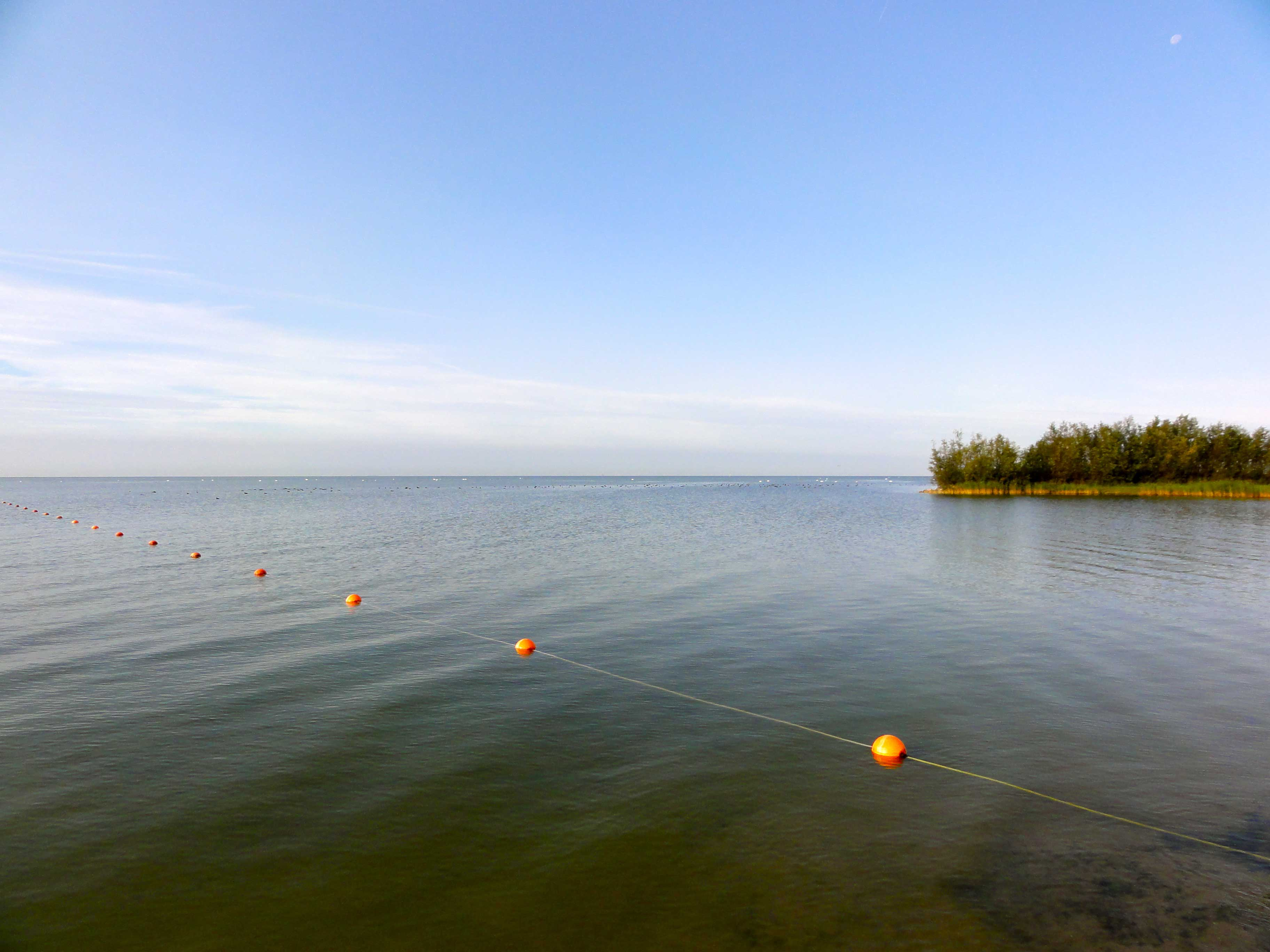
De Mirnser Klif en het IJsselmeer